# Antonio Della Chiesa
Antonio Della Chiesa foi um frade dominicano, amigo de São Bernardino de Siena. 

## Vida e obras
Filho do Marquês della Chiesa, aos vinte anos, apesar da oposição da sua família tornou-se membro da Ordem dos Pregadores, onde obteve reconhecimento como pregador e confessor.
Acompanhou S.Bernardino de Siena em diversas missões e foi superior de vários conventos da sua ordem. António foi igualmente um forte opositor do último dos antipapas, Félix V.
Quando viajava de Savona para Génova, António foi capturado por piratas mas foi libertado sem ferimentos. 
Suas relíquias foram trasladadas em 1810 para a igreja paroquial de San Germano, sua terra natal.